# Квинслендский университет
Квинслендский университет или Университе́т Кви́нсленда (англ. The University of Queensland, UQ) — старейший университет австралийского штата Квинсленд, образован 10 декабря 1909 года. Входит в престижную Группу восьми и относится к старейшим, так называемым, «песчаниковым университетам» Австралии. Входит также в международную университетскую организацию Universitas 21 (англ.).
Основной кампус университета находится в пригороде Брисбена, Сент-Лючии (англ.). Один из ведущих исследовательских университетов Австралии. В его состав входят:
- Институт молекулярных биологических наук
- Австралийский институт биоинженерии и нанотехнологии
- Квинслендский институт мозга

Кроме этого университет включён в другие научные центры, такие как Квинслендский институт медицинских исследований при Королевском госпитале Брисбена.